# Kváziháború

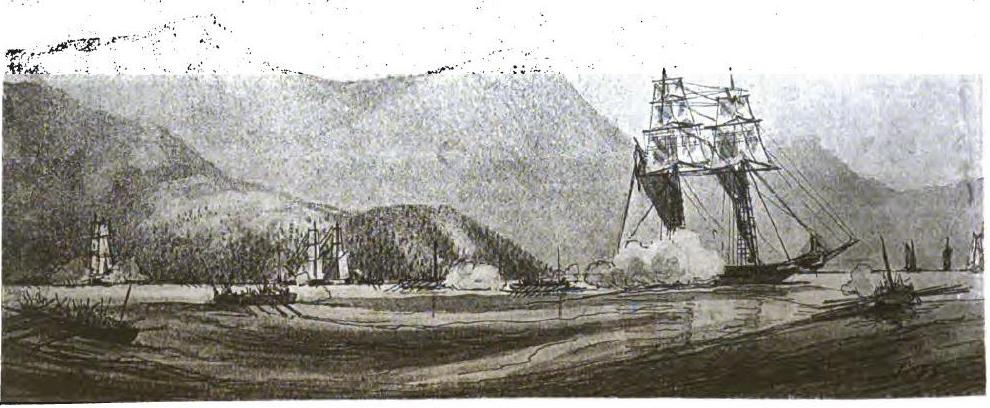
A USS Experiment akciója Haiti partjainál, a picaroonok ellen (1800)

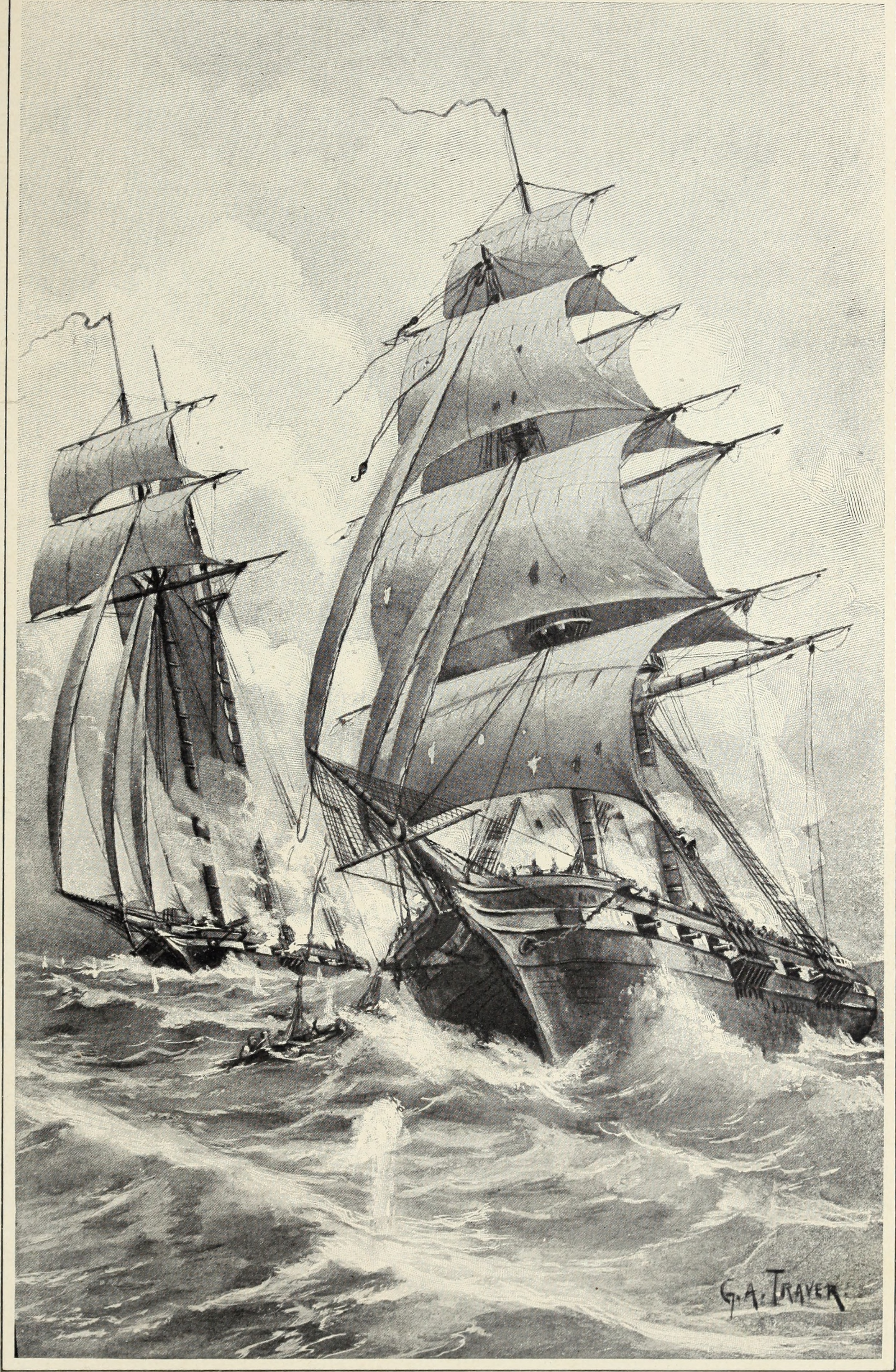
Francia-amerikai tengeri összecsapás ábrázolása a Harper's New Monthly Magazine-ból, 1901-ből

A kváziháború (angolul: Quasi-War, franciául: Quasi-guerre) egy 1798 és 1800 között zajló, hivatalosan nem deklarált katonai konfliktus volt a forradalmi Franciaország és az Amerikai Egyesült Államok között, amely kizárólag tengeren zajló összecsapásokban nyilvánult meg az Atlanti-óceánon és a Karib-tengeren. A franciák elleni fellépést a Kongresszus hivatalos hadüzenet nélkül is jóváhagyta az amerikai flotta számára. Ezt később megerősítette a Legfelsőbb Bíróság is, mely gyakorlatot az amerikai erők későbbi háborúkban is alkalmazták, így pl. a vietnámi háborúban vagy az öbölháborúban is.
Franciaország és az Egyesült Államok között a francia forradalmat megelőzően igen bensőséges kapcsolatok álltak fenn, tudható mindez az amerikai függetlenségi háborúban nyújtott francia katonai és egyéb segítségnek. A forradalom után a két ország viszonya kezdett elhidegülni. A Kongresszus 1793-ban felfüggesztette a függetlenségi háború alatt kapott francia kölcsönök visszafizetését, továbbá a Nagy-Britanniával való viszony rendezésére 1794-ben újabb megállapodást kötöttek az angolokkal, az 1783-as párizsi békeszerződés pontatlanságainak kijavítása gyanánt. Ez utóbbi felháborította a franciákat, akik válaszul amerikai kereskedelmi hajókat foglaltak le.
Az amerikai-francia diplomáciai tárgyalások szintén zátonyra futottak, s Franciaország 1796-ban engedélyezte kalózainak az amerikai hajók levadászását az Államok felségvizein. 1797-ig 316 amerikai hajót fogtak el francia kalózok. Az Egyesült Államok haderejét javarészt leszerelte a függetlenségi háború után, ezért sem tudták a francia kalóztámadásokat elhárítani. 1798. márciusára felállt az új amerikai flotta, amely júliusban megkezdte a franciaellenes hadműveleteket.
1799-re az amerikaiaknak sikerült visszaszorítani a franciákat vizeikről, továbbá formálisan együtt is működtek a Brit Királyi Haditengerészettel, amelynek keretében mindkét nemzet kereskedelmi hajói csatlakozhattak egymás katonai konvojaihoz, ezáltal védve lettek a francia támadásoktól.
Időközben Franciaország és az Egyesült Államok rendezte nézeteltéréseit, s Bonaparte Napóleon első konzul egyik első intézkedéseként 1800-ban megállapodással zárta le az amerikai-francia konfliktust.

## Előzmények
Az amerikaiak és franciák között létrejött szövetségi együttműködés (1778) révén a Francia Nyugat-Indiák (Guadeloupe, Martinique, Saint-Barthélemy, St. Martin) amerikai védelem alatt is álltak. A forradalmi Franciaország az első koalíciós háború alatt is kérte az amerikaiakat, hogy tartsa fenn a védnökséget Nagy-Britanniával és Hollandiával szemben, amit a Kongresszus vonakodott megtenni, jóllehet a társadalom jelentékeny része (köztük Thomas Jefferson is) lelkesedtek a forradalomért. Az amerikai semlegesség miatt az új-angliai hajótulajdonosokat és hajózási társaságokat nem érintette a brit kereskedelmi kadencia, amely így nagy nyereséget hozott a számukra, míg a déli ültetvényesek attól féltek, hogy a franciák eltörlik a rabszolgaságot karibi gyarmataikon, ami példaként szolgálna a Kongresszus számára is.
1793-ban a helyzet nagy mértékben megváltozott XVI. Lajos kivégzése és a köztársaság kikiáltása után, amely miatt a Kongresszus érvénytelennek tekintette a korábbi amerikai-francia szerződéseket, s a Franciaországtól kapott kölcsönök visszafizetését is felfüggesztette. A Francia Nyugat-Indiák védnökségének felfüggesztése esetében a Kongresszus azzal érvelt, hogy az a szerződés csak a Nagy-Britanniával szembeni esetleges fellépésre vonatkozott, Hollandiával szemben viszont nem. Továbbá 1794. június 5-én a Kongresszus elfogadta a semlegességi törvényt, George Washington pedig rendeletben tiltotta meg az amerikai kereskedelmi hajóknak, hogy felfegyverezzék magukat. E határozatokat Franciaország elfogadta ugyan, de a semlegességi deklarációt úgy értelmezte, hogy az lehetővé teszi franciák számára is az Egyesült Államok kikötőibe való belépést, valamint elfogott brit hajók amerikai területen történő értékesítésének jogát is. Fordítva viszont ezt a franciák nem tették volna lehetővé, ám az Egyesült Államok mégis kölcsönös jogként kezelte.
A helyzetet elmérgesítette az 1794-es brit-amerikai szerződés, minthogy az 1778-as amerikai-francia megállapodás értelmében Franciaország az amerikai külpolitikában és piacon kedvezményezett státuszban volt. Az 1794-es megállapodás azonban rendezett bizonyos lezáratlan kérdéseket, amelyek a függetlenségi háború után az angol-amerikai viszonyt illetően maradtak, továbbá kiterjesztette az angol-amerikai kereskedelmi kapcsolatokat is. 1794 és 1801 között például a Nagy-Britanniába irányuló amerikai export megháromszorozódott: 33 millió dollárról 94 millióra nőtt.
Ennek eredménye lett, hogy a francia kalózok a britekkel kereskedő amerikai hajók ellen kezdtek fellépni 1796. októberétől (köztük a híres Robert Surcouf vezérletével). Mivel az Egyesült Államoknak nem volt haditengerészete, ezért a kalóztámadásokat nem lehetett meggátolni. Csupán egy kicsiny flottilla állt rendelkezésre, amelyek leginkább a partmenti erődök előtt horgonyoztak, így a francia kalóztevékenységet az amerikai partok közelében nem is zavarta szinte semmi. 1797. júniusáig bezáróan 316 amerikai hajó került francia kézre (a kereskedelmi flotta 6%-a), amely 12-15 millió dolláros veszteséggel járt az ország számára.
A konfliktus diplomáciai úton való rendezése 1797-re gyakorlatilag zátonyra futott. John Adams ezért elnöklése első szakaszában elrendelte egy új (korlátozott) hadiflotta felállítását és Benjamin Stoddertet nevezte ki haditengerészeti főtitkárnak. 1798. július 7-én a Kongresszus jóváhagyta a franciák elleni fellépést, ugyanakkor a flotta tevékenységét erősen behatárolták, ugyanis nem akartak nyílt háborút megkockáztatni Franciaországgal. Ebből fakadóan lett a neve korlátozott vagy kváziháború (Limited War, Quasi-War) a konfliktusnak, mely az amerikai politikusok között alkotmányos vitákra is adott okot. A Legfelsőbb Bíróság viszont kimondta, hogy a fellépés jogszerű, amely megerősíti az Államok azon képességét, hogy egyfajta „rendőri akciót” hajtson végre.

## A szembenálló erők
Az új flotta építése 1794-ben már elkezdődött, viszont igen megterhelte az állami költségvetést. A pénzt Washingtonnak adóemelésekből kellett előteremtenie. Brit segítséggel viszont gyorsan haladt hat nagyméretű fregatt kiépítése. Először a USS Congress és USS Chesapeake került vízrebocsátásra 1799-ben. Őket követte a USS General Greene és a USS Adams, végül 1800-ra elkészült a USS President. Egyes városok saját finanszírozású segédhajókat is küldtek az új flottának, amely öt további hajót jelentett a USS Philadelphia fregatt és négy, kereskedelmi hajóból álló könnyűcirkálóvá alakított hajó személyében. Ezek a hajók elég gyorsnak is bizonyultak. A USS Boston is legalább 80 ellenséges hajót zsákmányolt, így a francia Berceau korvettet.
Javára volt az amerikaiaknak, hogy a francia flotta java részét az angolok a hazai kikötőkben tartották, így elkerülhették a nagyobb hajókkal való találkozást, illetve kijutottak a Karib-tengerre is. Az amerikaiaknak továbbá konvojvédelemre is szükségük volt, s bár nem volt hivatalos megállapodás az angolokkal, a Királyi Haditengerészet és az amerikai flotta helyi szinten mégis együttműködött. A két haditengerészet egy közös jelrendszert használt, ami lehetővé tette kereskedőhajóik számára, hogy csatlakozzanak egymás konvojaihoz. Az angoloknak négyszer, sőt olykor ötször több kísérőhajó állt rendelkezésre.
Ez lehetővé tette az amerikai flottának, hogy kizárólag a francia kalózok megtámadására összpontosítson. A francia hajók többsége ráadásul hátrányban is volt, mivel sekély vízkiszorítással bírtak és húsz ágyúnál többel nem voltak felszerelve. Az eddigi francia stratégia ráadásul csak annyi volt, hogy a guadeloupe-i és karibi spanyol kikötőkből támadták le az itteni vizeken elhaladó amerikai hajókat, majd gyorsan visszatértek kiindulási pontjaikra.
Az amerikaiak szintén kalózokat kezdtek alkalmazni, valamint kisebb hajókat vetettek be. Az első amerikai hajó, amely akcióba lépett, a USS Ganges volt, egy 26 ágyús, átalakított kereskedelmi hajó.
Ezt követően Edward Preble kapitány vezetésével a USS Pickering sikeres vadászatot hajtott végre a Nyugat-Indiákon és mintegy tíz alkalommal járt sikerrel. A Pickering parancsnokságát utóbb Benjamin Hillar vette át, aki kilencórás csatában elfogta a francia l'Egypte Conquise-t, egy jóval nagyobb és erősebb hajót. Végül a Pickering és legénysége odaveszett egy viharban. Preble időközben a USS Essex parancsnoka lett, amely a Horn-fok közelében ügyelt a Délkelet-Ázsiába tartó amerikai kereskedőhajókra. Preble-nek sikerült visszafoglalnia több, a franciák által korábban elfoglalt hajót is.

### Amerikai hajók

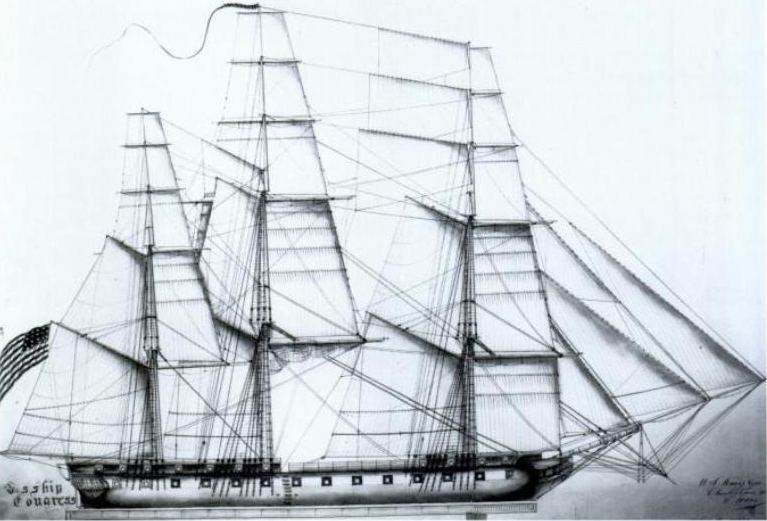
A USS Congress
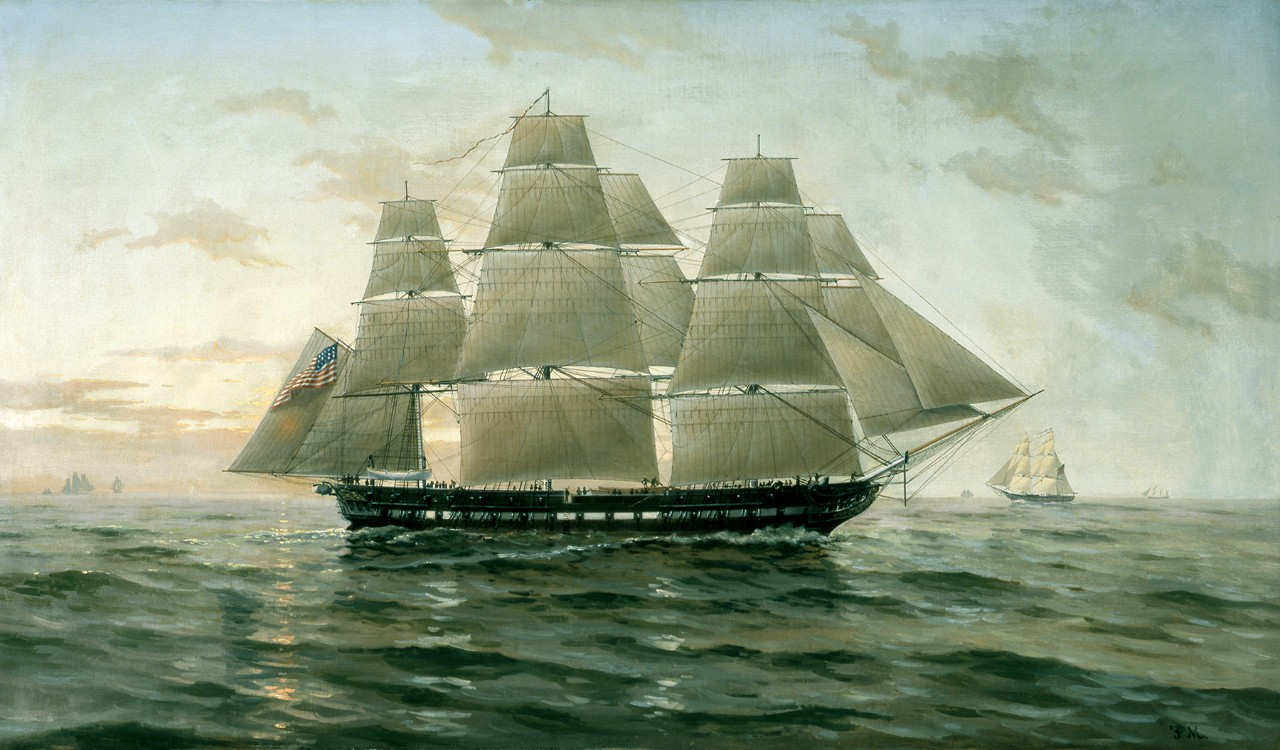
A USS Chesapeake
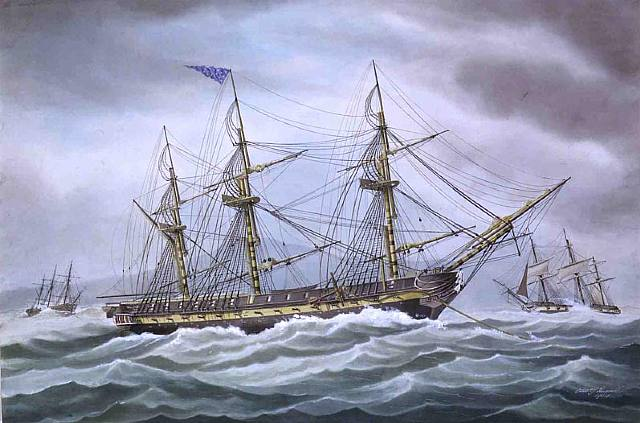
A USS President
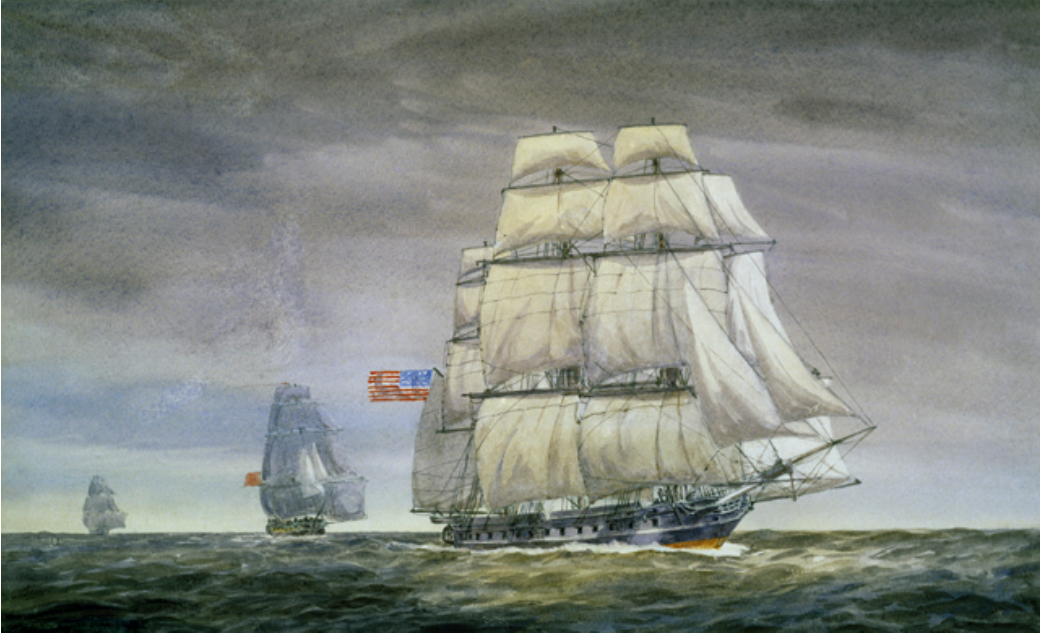
A USS Adams
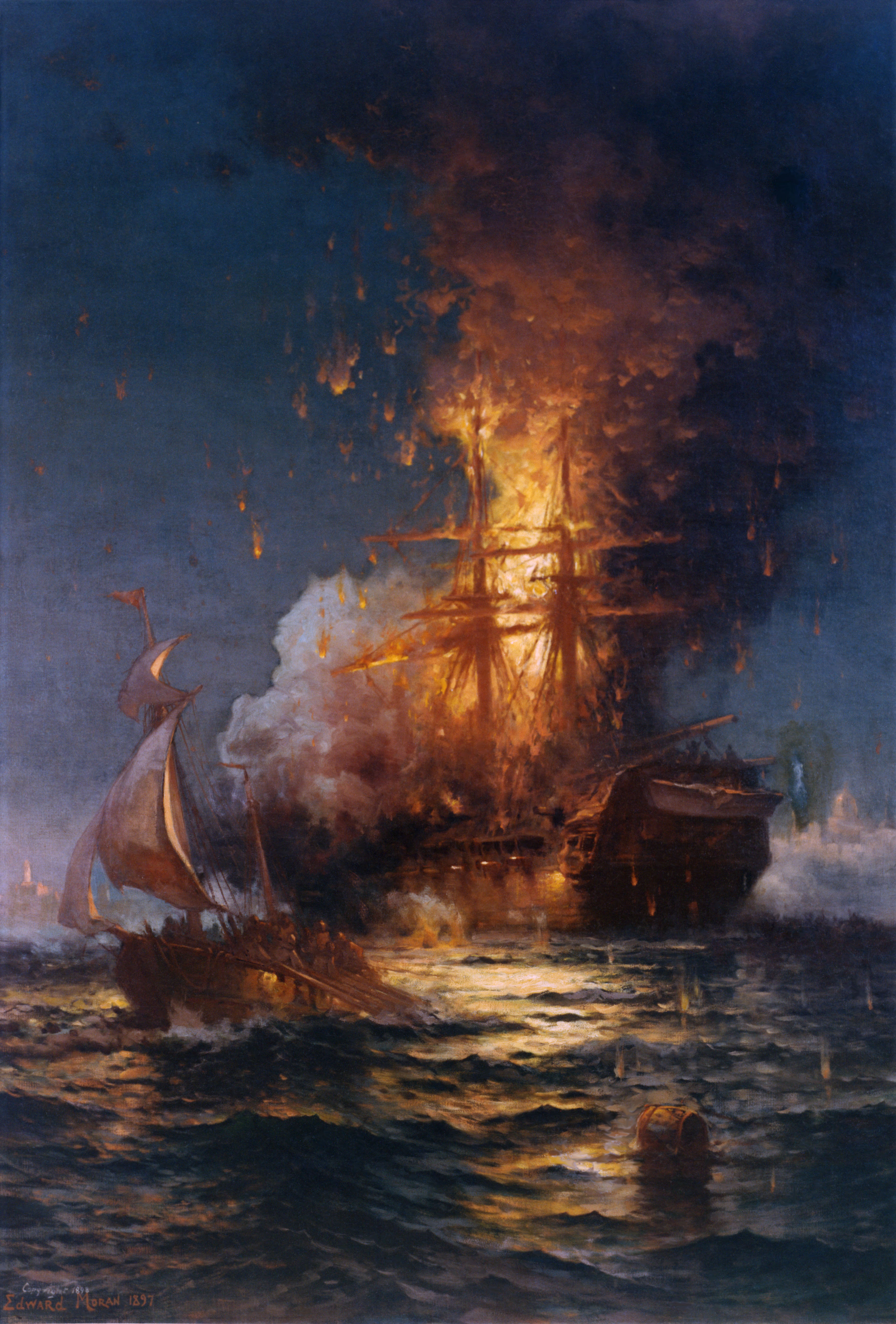
A USS Philadelphia pusztulása Tripolinál 1800-ban
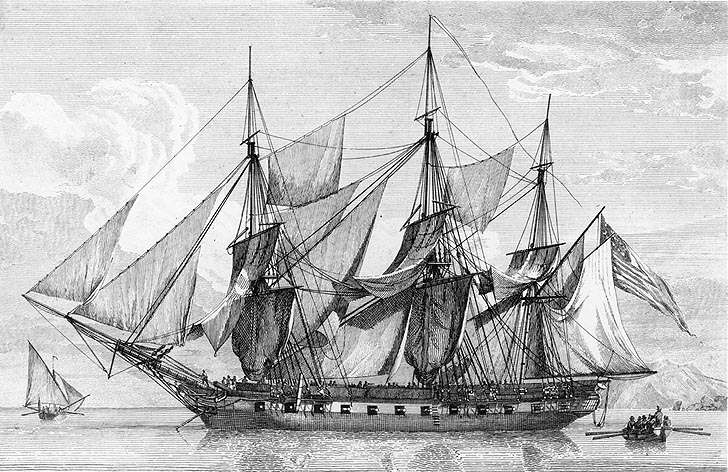
A USS Boston
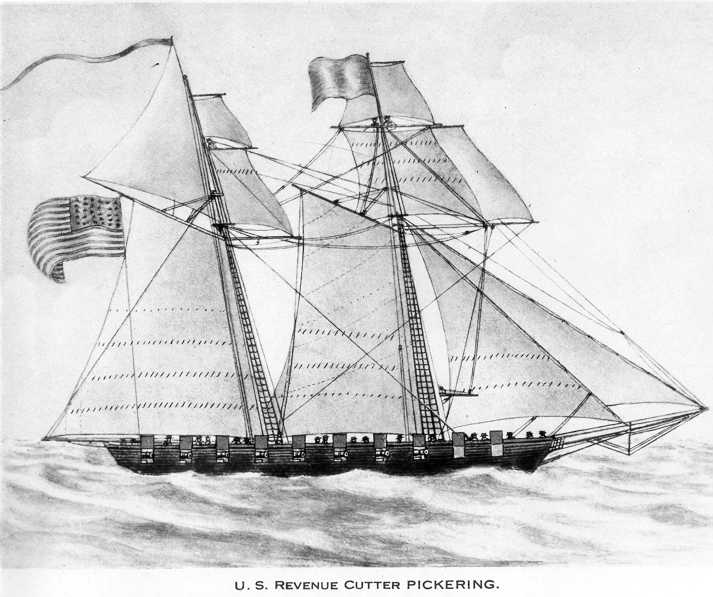
A USS Pickering
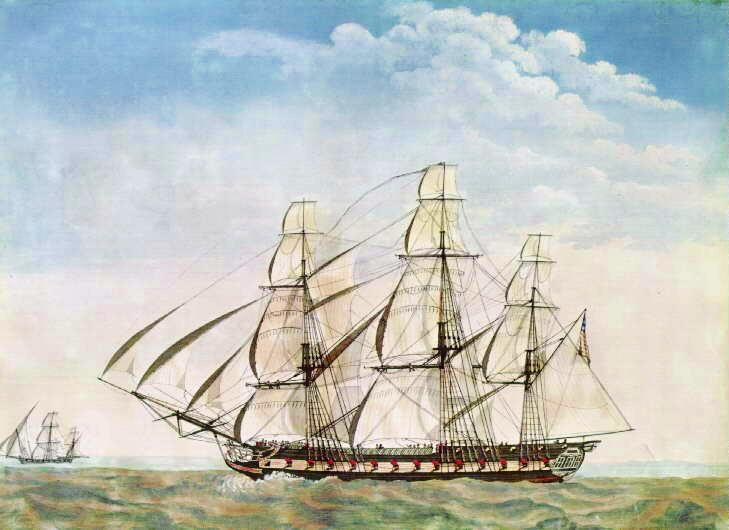
A USS Essex
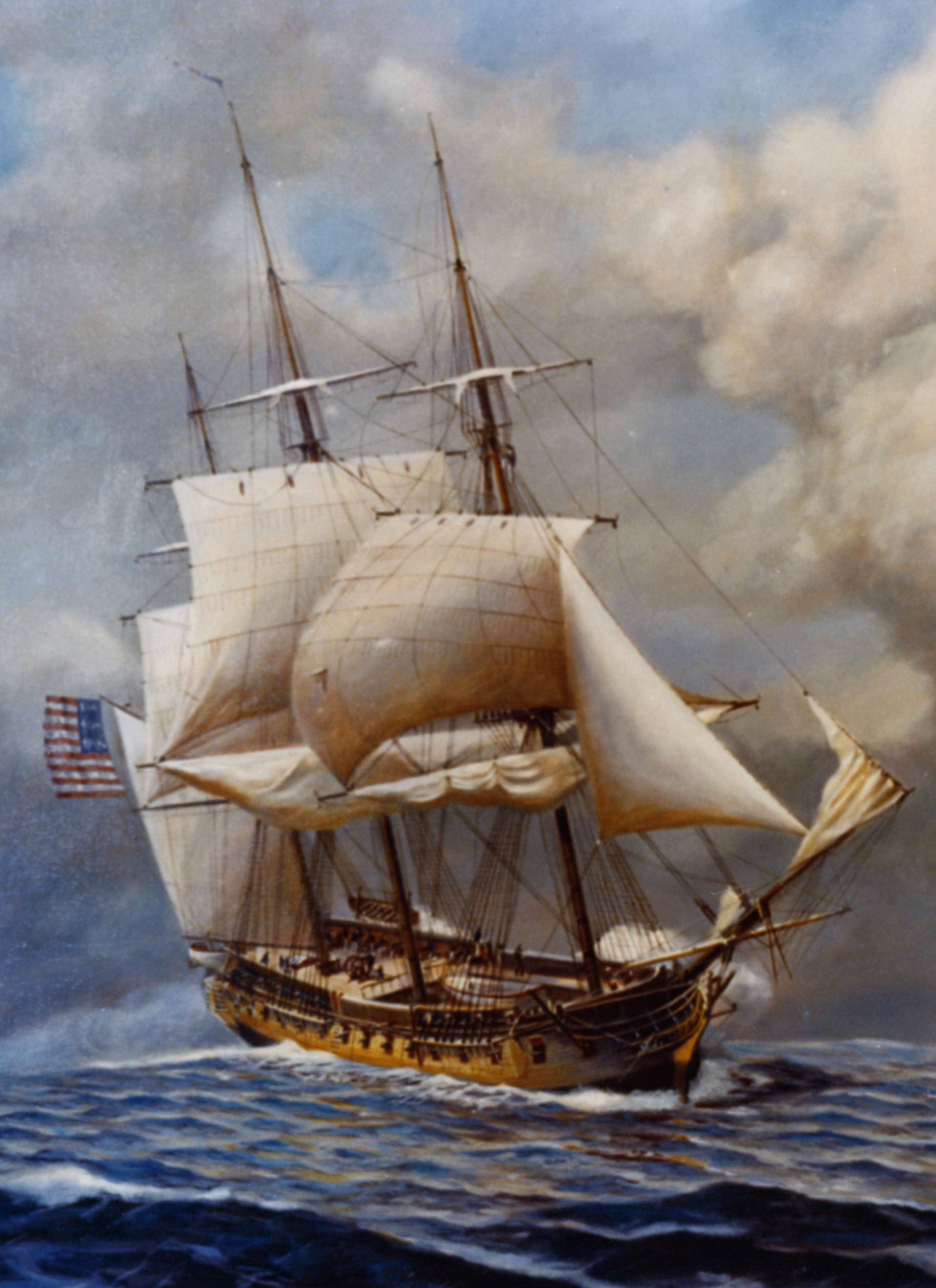
A USS Constellation
A USS Enterprise Tripolinál, 1804-ben
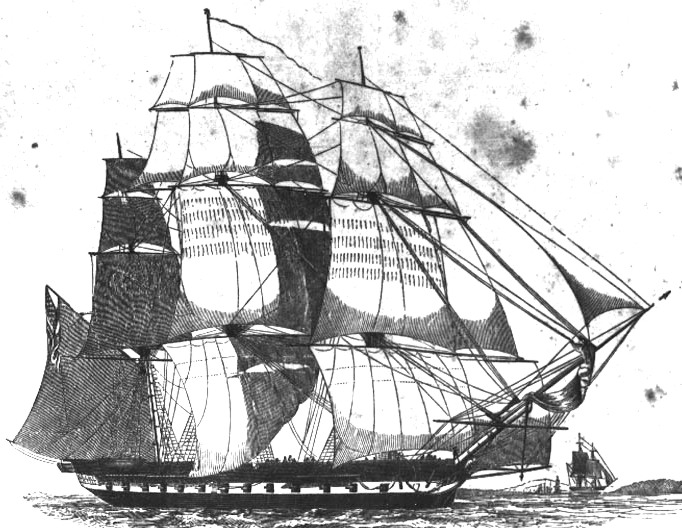
A USS United States

## Jelentősebb összecsapások
Az amerikai-francia tengeri háború alatt sosem voltak nagy, nyílt tengeri ütközetek. Mindig csak egy-egy hajó folytatott egymással vízi párviadalt az amerikai atlanti partoknál vagy a Karib-térségben. 1798. július 7-én a USS Delawere elfogta a La Croyable francia szkúnert New Jersey közelében. November 20-án a franciák visszavágtak, s Insurgente és Volontaire fregattok elfogták a USS Retaliation, valamint annak parancsnokát William Bainbridge hadnagyot is. 1799. június 28-án az amerikaiak visszavették a Retaliation-t.
1799. február 9-én a USS Constellation fregatt elfogta a L'Insurgente-t és komoly károkat okozott La Vengeance fregattban. A siker annak köszönhető, hogy Thomas Truxtun kapitány alaposan felkészítette a legénységét. Időközben július 1-én vízrebocsátották a kijavított USS United States-t, amely a dél-atlanti és nyugat-indiai partvidéken teljesített küldetést, többek között amerikai hajókat lerohanó franciákra vadászva.
1800. január 1-jén a USS Experiment nevű szkúner Haiti partjainál csapott össze a franciákkal szövetséges mulatt ún. picaroonokkal. Február 1-jén a USS Constellation sikertelenül próbálta meg elfogni a Le Vengeance-t Saint Kitts közelében. Május elején Silas Talbot kapitány elfoglalta Puerto Platát (a mai Dominikai Köztársaságban), ahol rövidebb időre a spanyolokkal is összetűztek az amerikaiak, ugyanakkor kezükre került egy francia korvett is.
A Venezuelához közel fekvő holland Curaçao elfoglalása után az USS Patapsco és USS Merrimack könnyűcirkálók blokád alá vették a szigetet, amely arra kényszerítette a franciákat, hogy adják fel a frissen megszerzett területet. Ez év október 12-én ugyanakkor a USS Boston elfogta a Le Berceau fregattot.
Október 25-én a USS Enterprise legyőzte a Flambeau nevű francia brigget Dominika partjainál, s felszabadított tizenegy korábban elfogott amerikai kereskedelmi hajót. További számos hajó került újból amerikai kézre, miután az Experiment elfogta a Deux Amis és Diane nevű francia kalózhajókat.
A háború alatti amerikai veszteségek nem voltak csekélyek. 1800-ig a franciáknak 2000 amerikai kereskedelmi hajót sikerült elfogni.

### Vezetők

#### Amerikaiak

John Adams, az Amerikai Egyesült Államok elnöke
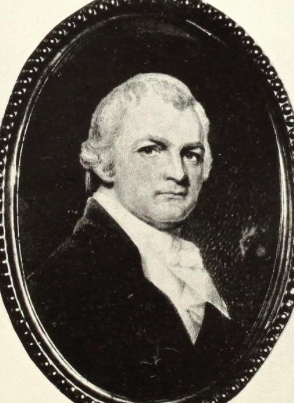
Benjamin Stoddert amerikai haditengerészeti főtitkár
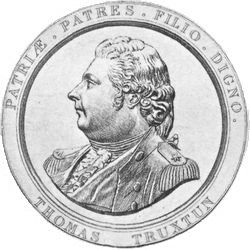
Thomas Truxtun kapitány
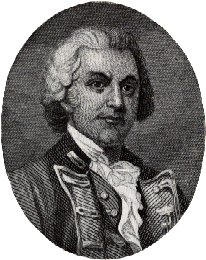
Silas Talbot flottaparancsnok
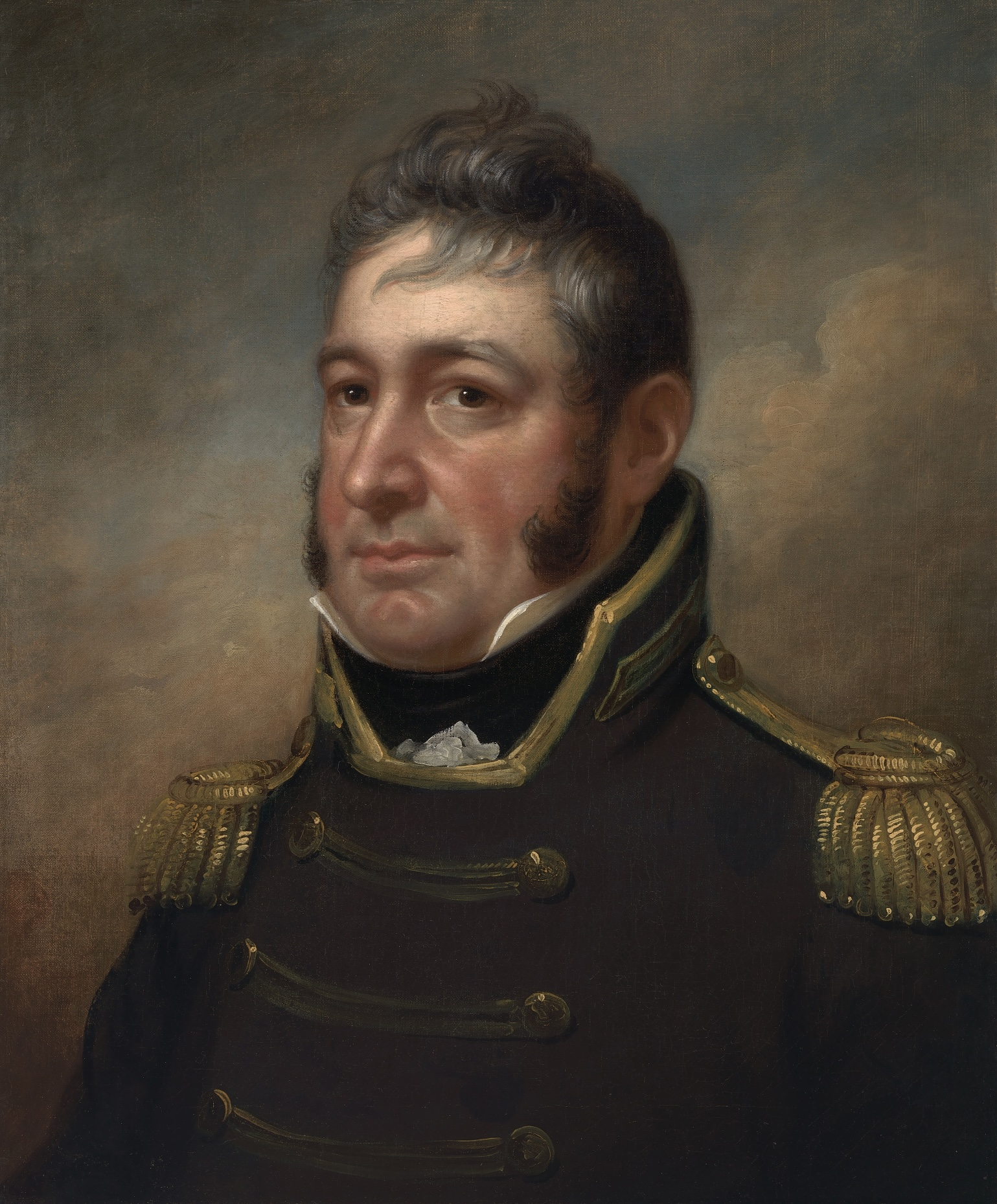
William Bainbridge

#### Franciák

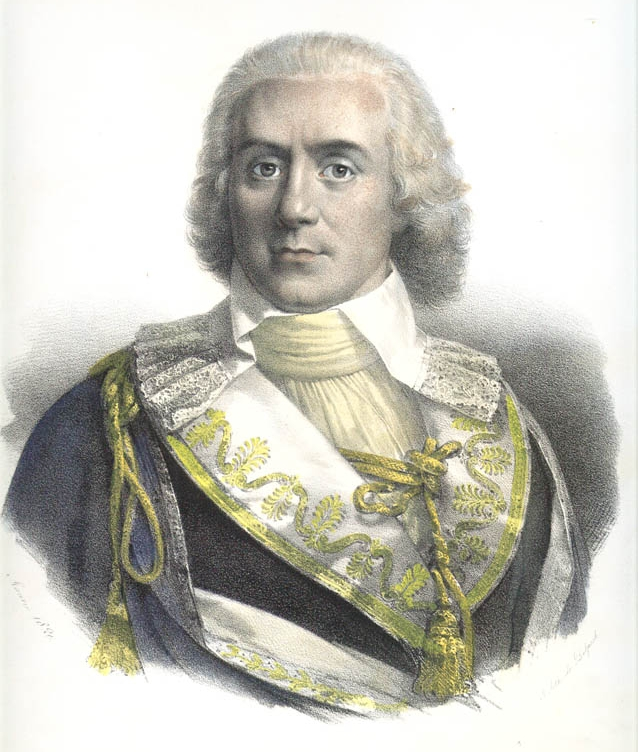
Paul Barras direktóriumi vezető
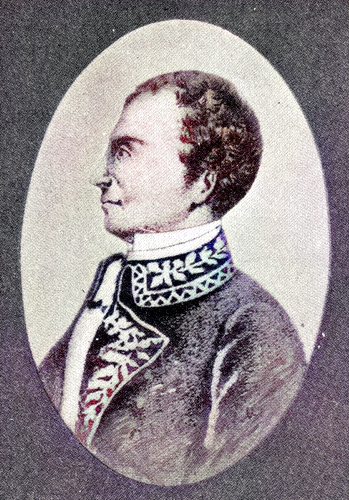
André Rigaud haiti vezér
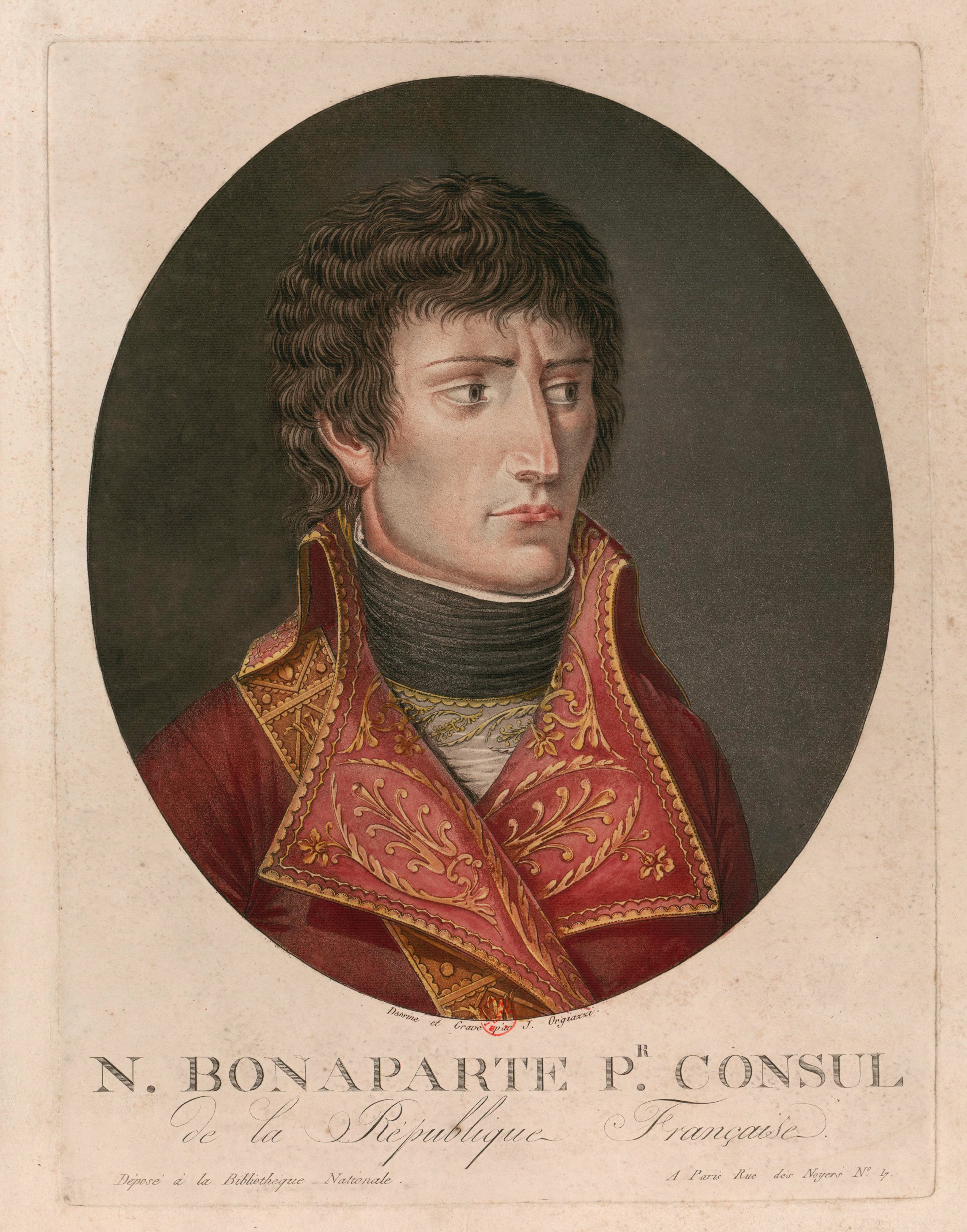
Bonaparte Napóleon, mint első konzul 1800 körül
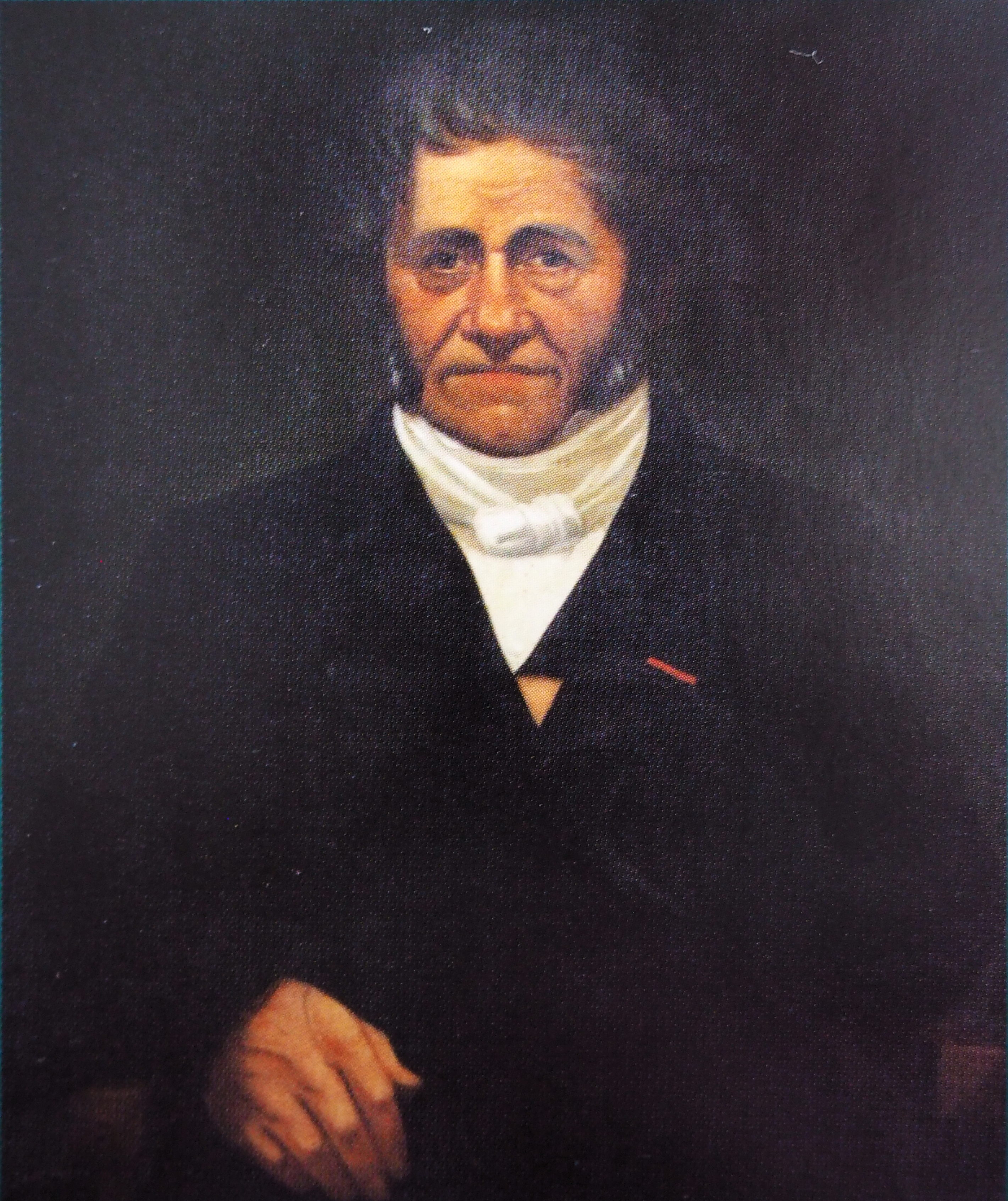
Nicolas Surcouf francia kalózkapitány
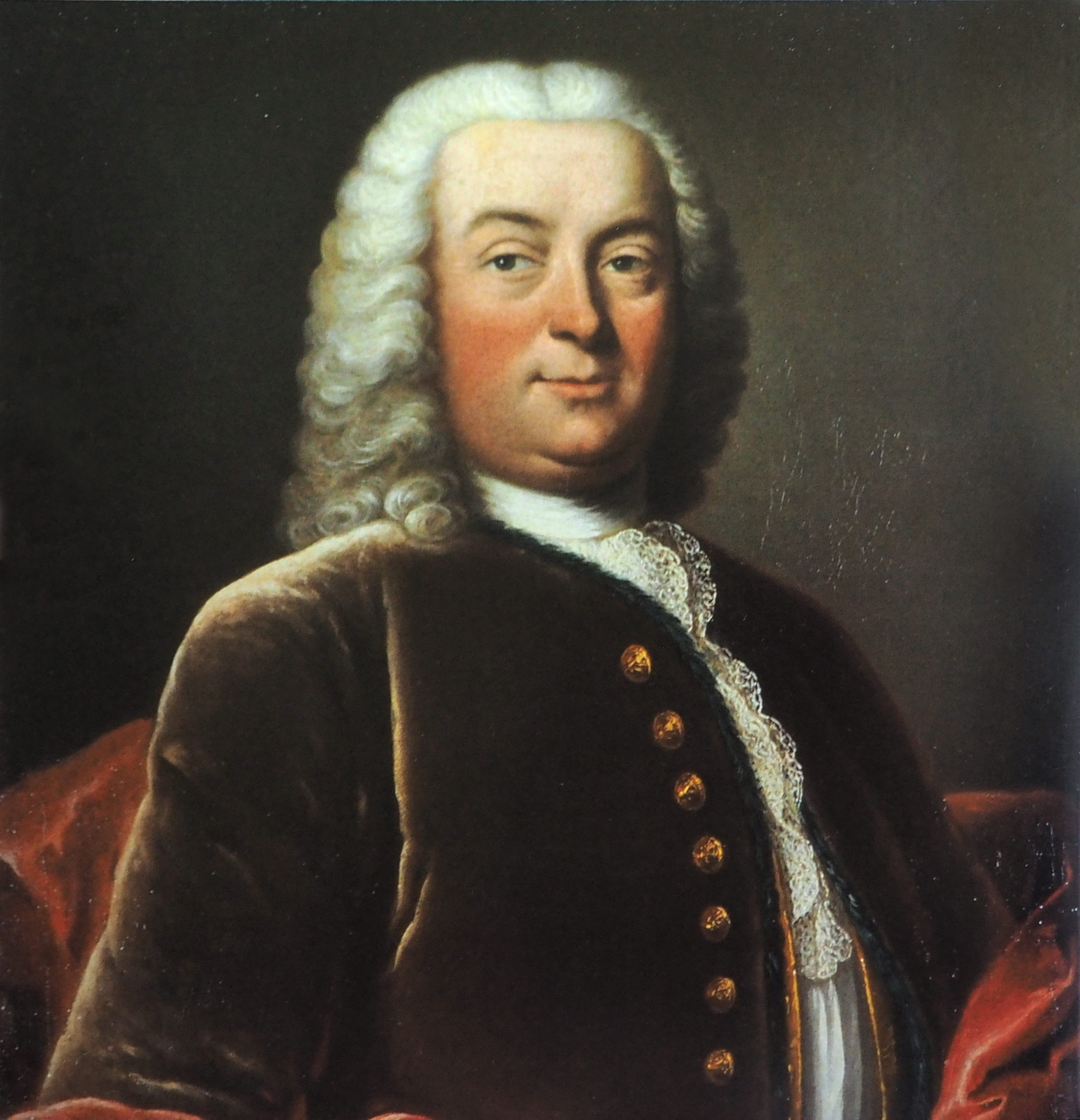
Robert Surcouf francia kalózkapitány

## A konfliktus lezárása
Napóleon első konzulként békülékenyebb politikát folytatott, amely csökkentette az amerikaiakkal szembeni francia kalóz- és hadihajók tevékenységét. Az 1800. szeptember 30-i egyezmény lezárta az amerikai-francia tengeri háborút, ugyanakkor végleg megszüntette az 1778 óta fennálló amerikai-francia szövetséget is. Az egyezmény megerősítette az amerikai jogokat, ám a franciák elutasították az amerikaiak kártérítési igényét, amely 20 millió dollárt tett volna ki. Az egyezmény egyúttal garantálta, hogy az Egyesült Államok nem avatkozik bele a napóleoni háborúkba.
Az amerikai-francia háború az új amerikai flotta tűzkeresztsége volt, amely nem sokkal később újabb nagy bevetésre indult, ezúttal Észak-Afrikába, az első és később második berber háborúba, valamint az angolokkal kirobbant 1812–es háborúba.